# ASFAG
Der Association Sportive des Forces Armées de Guinée, auch bekannt als ASFAG, ist ein 1985 gegründeter guineischer Fußballverein aus Conakry.

## Erfolge

### National
- Guineischer Meister: 2003
- Guineischer Pokalsieger: 1987, 1991, 1996

### International
- West African Club Championship: 1988

## Stadion
Seine Heimspiele trägt der Verein im Stade de la Mission in Conakry aus. Das Stadion hat ein Fassungsvermögen von 1000 Personen.